# Chauk (cratera)
Chauk é uma cratera marciana. Tem como característica 10 quilômetros de diâmetro. Deve o seu nome a Chauk, uma localidade na Birmânia.